# Capa límite de Falkner-Skan
En dinámica de fluidos, la capa límite de Falkner-Skan (llamada así por V. M. Falkner y Sylvia W. Skan) describe la capa límite laminar bidimensional estacionaria que se forma sobre una cuña, es decir, flujos en los que la placa no es paralela al flujo. También es representativa del flujo en una placa plana con un gradiente de presión impuesto a lo largo de la longitud de la placa, una situación que se encuentra a menudo en el flujo del túnel de viento.  Es una generalización de la capa límite de Blasius en la que el gradiente de presión a lo largo de la placa es cero.

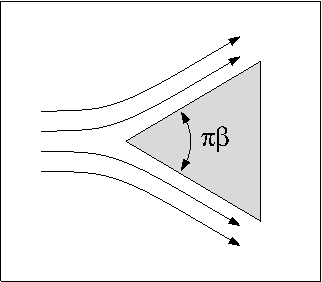
Flujo en cuña.

## Ecuaciones de capa límite de Prandtl
La base de la aproximación de Falkner-Skan son las Ecuaciones de la capa límite de Prandtl.  Ludwig Prandtl simplificó las ecuaciones para el fluido que fluye a lo largo de una pared (cuña) dividiendo el flujo en dos áreas: una cerca de la pared dominada por la viscosidad, y otra fuera de esta región de la capa límite cercana a la pared donde la viscosidad puede despreciarse sin efectos significativos en la solución. Esto significa que alrededor de la mitad de los términos de las ecuaciones de Navier-Stokes son despreciables en los flujos de capa límite cerca de la pared (excepto en una pequeña región cerca del borde de ataque de la placa). Este conjunto reducido de ecuaciones se conoce como Ecuaciones de la capa límite de Prandtl. Para un flujo incompresible constante con viscosidad y densidad constantes, estas ecuaciones son las siguientes:
Continuidad de la masa: {\displaystyle {\dfrac {\partial u}{\partial x}}+{\dfrac {\partial v}{\partial y}}=0}
{\displaystyle x}-Momentum: {\displaystyle u{\dfrac {\partial u}{\partial x}}+v{\dfrac {\partial u}{\partial y}}=-{\dfrac {1}{\rho }}{\dfrac {\partial p}{\partial x}}+{\nu }{\dfrac {\partial ^{2}u}{\partial y^{2}}}}
{\displaystyle y}-Momentum: {\displaystyle u{\dfrac {\partial v}{\partial x}}+v{\dfrac {\partial v}{\partial y}}=-{\dfrac {1}{\rho }}{\dfrac {\partial p}{\partial y}}+{\nu }{\dfrac {\partial ^{2}v}{\partial y^{2}}}}
Aquí el sistema de coordenadas se elige con {\displaystyle x} apuntando paralelo a la placa en la dirección del flujo y la coordenada {\displaystyle y} apuntando hacia la corriente libre, {\displaystyle u} y {\displaystyle v} son las componentes {\displaystyle x} y {\displaystyle y} de la velocidad, {\displaystyle p} es la presión, {\displaystyle \rho } es la densidad y {\displaystyle \nu } es la viscosidad cinemática.
Se han encontrado varias soluciones de similitud a estas ecuaciones para diversos tipos de flujo. Falkner y Skan desarrollaron la solución de similitud para el caso de flujo laminar a lo largo de una cuña en 1930. El término similitud se refiere a la propiedad de que los perfiles de velocidad en diferentes posiciones en el flujo son similares, aparte de los factores de escala en el espesor de la capa límite y una velocidad característica de la capa límite. Estos factores de escala reducen las ecuaciones diferenciales parciales a un conjunto de ecuaciones diferenciales ordinarias relativamente fáciles de resolver.

## Ecuación de Falkner-Skan - Capa límite de primer orden
Falkner y Skan generalizaron la capa límite de Blasius considerando una cuña con un ángulo de {\displaystyle \pi \beta /2} desde algún campo de velocidad uniforme {\displaystyle U_{0}}.  La primera hipótesis clave de Falkner y Skan fue que el término de gradiente de presión en la ecuación del momento x de Prandtl podía sustituirse por la forma diferencial del ecuación Bernoulli en el límite del número de Reynolds alto. Así:
{\displaystyle -{\dfrac {1}{\rho }}{\dfrac {\partial p}{\partial x}}=u_{e}{\dfrac {du_{e}}{dx}}\quad .}
Aquí {\displaystyle u_{e}(x)} es la velocidad de en el borde de la capa límite y es la solución de las ecuaciones de Euler (dinámica de fluidos) en la región exterior.
Una vez realizada la sustitución ecuación de Bernoulli, Falkner y Skan señalaron que las soluciones de similitud se obtienen cuando se supone que el espesor de la capa límite y los factores de escala de velocidad son funciones de potencia simples de x. Es decir, supusieron que el factor de escala de similitud de velocidad viene dado por:
{\displaystyle u_{e}(x)=U_{0}\left({\frac {x}{L}}\right)^{m}\quad ,}
donde {\displaystyle L} es la longitud de la cuña y m es una constante adimensional.  Falkner y Skan también asumieron que el factor de escala del espesor de la capa límite es porpocional a:: 164 
{\displaystyle \delta (x)\;=\;{\sqrt {\frac {2\nu L}{U_{0}(m+1)}}}\left({\frac {x}{L}}\right)^{(1-m)/2}\quad .}

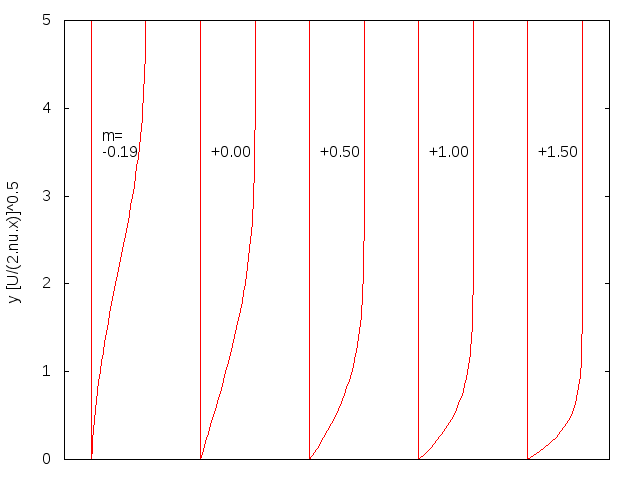
Perfiles de la capa límite de Falkner-Skan para valores seleccionados de.

La conservación de la masa se garantiza automáticamente cuando las ecuaciones de la capa límite del momento de Prandtl se resuelven utilizando un enfoque de función de corriente.  La función de corriente, en términos de los factores de escala, viene dada por:: 543 
{\displaystyle \psi (x,y)\;=\;u_{e}(x)\delta (x)f(\eta )\quad ,}
donde {\displaystyle \eta ={y}/{\delta (x)}} y las velocidades vienen dadas por:
{\displaystyle u(x,y)\;=\;{\frac {\partial \psi (x,y)}{\partial y}},\quad {\rm {and}}\quad v(x,y)\;=\;-{\frac {\partial \psi (x,y)}{\partial x}}\quad .}
Esto significa que
{\displaystyle \psi (x,y)\;=\;{\sqrt {\frac {2\nu U_{0}L}{m+1}}}\left({\frac {x}{L}}\right)^{(m+1)/2}f(\eta )\quad .}
La ecuación de Prandtl x-momentum no dimensionalizada que utiliza la longitud de similitud y los factores de escala de velocidad junto con las velocidades basadas en la función de corriente da como resultado una ecuación conocida como ecuación de Falkner-Skan y viene dada por:
{\displaystyle f'''+ff''+\beta \left[1-(f')^{2}\right]=0\quad ,}
donde cada guion representa la diferenciación con respecto a {\displaystyle \eta } (Nótese que a veces se utiliza otra ecuación equivalente con una {\displaystyle \beta } diferente que implica una {\displaystyle \alpha }. Esto cambia f y sus derivadas pero al final resulta en las mismas soluciones {\displaystyle u(x,y)} y {\displaystyle v(x,y)}).  Esta ecuación puede resolverse para cierto {\displaystyle \beta } como una ODE con condiciones de contorno:
{\displaystyle f(0)=f'(0)=0,\quad f'(\infty )=1.}
El ángulo de cuña, tras algunas transformaciones, viene dado por:
{\displaystyle \beta ={\frac {2m}{m+1}}\quad .}
El caso {\displaystyle m=\beta =0} corresponde a la solución de la capa límite de Blasius. Cuando {\displaystyle \beta =1}, el problema se reduce al Flujo de Hiemenz. Aquí, m < 0 corresponde a un gradiente de presión adverso (a menudo resultando en separación de la capa límite) mientras que m > 0 representa un gradiente de presión favorable. En 1937 Douglas Hartree demostró que las soluciones físicas a la ecuación de Falkner-Skan sólo existen en el intervalo 
{\displaystyle -0,090429\leq m\leq 2\ (-0,198838\leq \beta \leq 4/3)}.
Para valores más negativos de m, es decir, para gradientes de presión adversos más fuertes, todas las soluciones que satisfacen las condiciones de contorno en η = 0 tienen la propiedad de que f(η) > 1 para un rango de valores de η. Esto es físicamente inaceptable porque implica que la velocidad en la capa límite es mayor que en el flujo principal. Para más información, véase Wilcox (2007).
Con la solución para f y sus derivadas obtenidas, las velocidades de Falkner y Skan se convierten en:: 164 
{\displaystyle u(x,y)=u_{e}(x)f'\quad ,}
y
{\displaystyle v(x,y)=-{\sqrt {{\frac {(m+1)\nu U_{0}}{2L}}\left({\frac {x}{L}}\right)^{m-1}}}\left(f+{\frac {m-1}{m+1}}\eta f'\right)\quad .}
La ecuación del {\displaystyle y}-momento de Prandtl puede reordenarse para obtener el gradiente de presión {\displaystyle y}, {\displaystyle {partialp}}/{\displaystyle {partialy}}, (esta es la fórmula
apropiado para el caso {\displaystyle \alpha }=1 y {\displaystyle \beta }=2m/(m+1)) como
{\displaystyle {\frac {x^{2}}{u_{e}^{2}\delta _{1}}}{\frac {1}{\rho }}{\frac {\partial p}{\partial y}}\;=\;-{\frac {1}{4}}(m+1)(3m-1)f''+{\frac {1}{4}}(m+1)(1-m)\eta f'''-{\frac {1}{4}}(m+1)^{2}ff'+{\frac {1}{4}}(m-1)^{2}\eta f'^{2}-{\frac {1}{4}}(m+1)(m-1)\eta ff''\quad \quad ,}
donde el espesor de desplazamiento, {\displaystyle \delta _{1}}, para el perfil de Falkner-Skan viene dado por:
{\displaystyle \delta _{1}(x)=\left({\frac {2}{m+1}}\right)^{1/2}\left({\frac {\nu x}{U}}\right)^{1/2}\int _{0}^{\infty }(1-f')d\eta }
y el esfuerzo cortante que actúa en la cuña viene dado por 
{\displaystyle \tau _{w}(x)=\mu \left({\frac {m+1}{2}}\right)^{1/2}\left({\frac {U^{3}}{\nu x}}\right)^{1/2}f''(0)}

## Capa límite compresible de Falkner-Skan
Aquí se estudia la capa límite de Falkner-Skan con una entalpía específica especificada {\displaystyle h} en la pared es estudiada. La densidad {\displaystyle \rho }, viscosidad {\displaystyle \mu } y la conductividad térmica {\displaystyle \kappa } ya no son constantes aquí. En la aproximación del número de Mach bajo, la ecuación de conservación de la masa, el momento y la energía se convierte en
{\displaystyle {\begin{aligned}{\frac {\partial (\rho u)}{\partial x}}+{\frac {\partial (\rho v)}{\partial y}}&=0,\\\left(u{\frac {\partial u}{\partial x}}+v{\frac {\partial u}{\partial y}}\right)&=-{\frac {1}{\rho }}{\frac {dp}{dx}}+{\frac {1}{\rho }}{\frac {\partial }{\partial y}}\left(\mu {\frac {\partial u}{\partial y}}\right),\\\rho \left(u{\frac {\partial h}{\partial x}}+v{\frac {\partial h}{\partial y}}\right)&={\frac {\partial }{\partial y}}\left({\frac {\mu }{Pr}}{\frac {\partial h}{\partial y}}\right)\end{aligned}}}
donde {\displaystyle Pr=c_{p_{\infty }}\mu _{i}nfty/\kappa _{\infty }} es el número de Prandtl con sufijo {\displaystyle \infty } que representa propiedades evaluadas en el infinito. Las condiciones de contorno se convierten en
{\displaystyle u=v=h-h_{w}(x)=0\ {\text{for}}\ y=0},
{\displaystyle u-U=h-h_{\infty }=0\ {\text{for}}\ y=\infty \ {\text{or}}\ x=0}.
A diferencia de la capa límite incompresible, la solución de similitud sólo puede existir para si la transformación
{\displaystyle x\rightarrow c^{2}x,\quad y\rightarrow cy,\quad u\rightarrow u,\quad v\rightarrow {\frac {v}{c}},\quad h\rightarrow h,\quad \rho \rightarrow \rho ,\quad \mu \rightarrow \mu }
se cumple y esto sólo es posible si {\displaystyle h_{w}={\text{constante}}}.

### Transformación de Howarth
Introduciendo las variables autosimilares mediante la transformación Howarth-Dorodnitsyn
{\displaystyle \eta ={\sqrt {\frac {U_{o}(m+1)}{2\nu _{\infty }L^{m}}}}x^{\frac {m-1}{2}}\int _{0}^{y}{\frac {\rho }{\rho _{\infty }}}dy,\quad \psi ={\sqrt {\frac {2U_{o}\nu _{\infty }}{(m+1)L^{m}}}}x^{\frac {m+1}{2}}f(\eta ),\quad {\tilde {h}}(\eta )={\frac {h}{h_{\infty }}},\quad {\tilde {h}}_{w}={\frac {h_{w}}{h_{\infty }}},\quad {\tilde {\rho }}={\frac {\rho }{\rho _{\infty }}},\quad {\tilde {\mu }}={\frac {\mu }{\mu _{\infty }}}}
las ecuaciones se reducen a
{\displaystyle {\begin{aligned}({\tilde {\rho }}{\tilde {\mu }}f'')'+ff''+\beta [{\tilde {h}}-(f')^{2}]=0,\\({\tilde {\rho }}{\tilde {\mu }}{\tilde {h}}')'+Prf{\tilde {h}}'=0\end{aligned}}}
La ecuación se puede resolver una vez {\displaystyle {\tilde {\rho }}={\tilde {\rho }}({\tilde {h}}),{\tilde {\mu }}={\tilde {\mu }}({\tilde {h}})} se especifican. Las condiciones de contorno son
{\displaystyle f(0)=f'(0)=\theta (0)-{\tilde {h}}_{w}=f'(\infty )-1={\tilde {h}}(\infty )-1=0.}
Las expresiones comúnmente utilizadas para el aire son {\displaystyle \gamma =1,4,\ Pr=0,7,\ {\tilde {\rho }}={\tilde {h}}^{-1},\ {\tilde {\mu }}={\tilde {h}}^{2/3}}. Si {\displaystyle c_{p}} es constante, entonces {\displaystyle {\tilde {h}}={\tilde {\theta }}=T/T_{\infty }}.